# Hutia
Hutia (Capromys) – rodzaj ssaka z podrodziny hutii (Capromyinae) w obrębie rodziny kolczakowatych (Echimyidae).

## Rozmieszczenie geograficzne
Rodzaj obejmuje gatunki występujące endemicznie na Kubie oraz okolicznych wyspach (Isla de la Juventud, Jardines de la Reina i Sabana).

## Morfologia
Długość ciała (bez ogona) 305–625 mm, długość ogona 131–315 mm; masa ciała do 7 kg.

## Systematyka
Rodzaj zdefiniował w 1822 roku francuski zoolog Anselme Gaëtan Desmarest w artykule zatytułowanym Wspomnienie o nowym rodzaju ssaków z rzędu gryzoni, nazwanym Capromys, opublikowanym w czasopiśmie „Bulletin des Sciences, par la Société Philomathique de Paris”. Gatunkiem typowym jest (oznaczenie monotypowe) hutia kubańska (C. pilorides).

### Etymologia
- Capromys: gr. καπρος kapros ‘dzik’; μυς mus, μυος muos ‘mysz’[10].
- Isodon: gr. ισος isos ‘równy, podobny’; οδους odous, οδοντος odontos ‘ząb’[11]. Gatunek typowy (oznaczenie monotypowe): Isodon pilorides Say, 1822.
- Procapromys: gr. προ pro ‘blisko, w pobliżu’; rodzaj Capromys Desmarest, 1822 (hutia)[12]. Gatunek typowy (oryginalne oznaczenie): Capromys geayi Pousargues, 1899(= Isodon pilorides Say, 1822).
- Macrocapromys: gr. μακρος makros ‘długi’[13]; rodzaj Capromys A.G. Desmarest, 1822 (hutia)[4]. Gatunek typowy (oryginalne oznaczenie): †Macrocapromys acevedo Arredondo, 1958.
- Palaeocapromys: gr. παλαιος palaios ‘stary, antyczny’[14]; rodzaj Capromys Desmarest, 1822 (hutia). Gatunek typowy (oryginalne oznaczenie): †Capromys (Palaeocapromys) latus Varona & Arredondo, 1979.

### Podział systematyczny
Do rodzaju należy jeden występujący współcześnie gatunek:
- Capromys pilorides (Say, 1822) – hutia kubańska
- Capromys geayi de Pousargues, 1899
- Capromys garridoi (Varona, 1970) – kubohutia samotna

Opisano również gatunki wymarłe znany ze szczątków znalezionych w jaskiniach zachodniej części Kuby:
- Capromys acevedo (Arredondo, 1958)[4]
- Capromys latus Varona & Arredondo, 1979 – okaz znany ze szczątków znalezionych w zachodniej części Kuby[17]